# العلاقات الهندية السيشلية
العلاقات الهندية السيشلية هي العلاقات الثنائية التي تجمع بين الهند وسيشل.

## مقارنة بين البلدين
هذه مقارنة عامة ومرجعية للدولتين:
| وجه المقارنة                                              | الهند                       | سيشل                                                |
| --------------------------------------------------------- | --------------------------- | --------------------------------------------------- |
| المساحة (كم2)                                             | 3.29 مليون                  | 459                                                 |
| عدد السكان (نسمة)                                         | 1.35 مليار                  | 95.84 ألف                                           |
| الكثافة السكانية (ن./كم²)                                 | 410.33                      | 20.88 ألف                                           |
| العاصمة                                                   | نيودلهي                     | فيكتوريا                                            |
| اللغة الرسمية                                             | اللغة الهندية، لغة إنجليزية | لغة فرنسية، لغة إنجليزية، اللغة الكريولية السيشيلية |
| العملة                                                    | روبية هندية                 | روبية سيشلية                                        |
| الناتج المحلي الإجمالي (بليون دولار)                      | 2.60 تريليون                | 1.49 مليار                                          |
| الناتج المحلي الإجمالي (تعادل القوة الشرائية) بليون دولار | 8.00 تريليون                | 2.54 مليار                                          |
| الناتج المحلي الإجمالي الاسمي للفرد دولار أمريكي          | 1.60 ألف                    | 15.48 ألف                                           |
| الناتج المحلي الإجمالي للفرد دولار أمريكي                 | 5.70 ألف                    | 26.42 ألف                                           |
| مؤشر التنمية البشرية                                      | 0.609                       | 0.772                                               |
| رمز المكالمات الدولي                                      | +91                         | +248                                                |
| رمز الإنترنت                                              | .in، .भारत ‏، .بھارت ‏،        | .sc                                                 |
| المنطقة الزمنية                                           | ت ع م+05:30، توقيت الهند    | ت ع م+04:00                                         |

## منظمات دولية مشتركة
يشترك البلدان في عضوية مجموعة من المنظمات الدولية، منها:
| علم المنظمة | اسم المنظمة                        | تاريخ انضمام الهند | تاريخ انضمام سيشل |
| ----------- | ---------------------------------- | ------------------ | ----------------- |
|             | يونسكو                             | 4 نوفمبر 1946      | 18 أكتوبر 1976    |
|             | الفريق المعني برصد الأرض           | ?                  | ?                 |
|             | مؤسسة التمويل الدولية              | 20 يوليو 1956      | 11 يونيو 1981     |
|             | منظمة حظر الأسلحة الكيميائية       | ?                  | 29 أبريل 1997     |
|             | وكالة ضمان الاستثمار متعدد الأطراف | 6 يناير 1994       | 15 سبتمبر 1992    |
|             | الاتحاد البريدي العالمي            | ?                  | ?                 |
|             | الاتحاد الدولي للاتصالات           | 1869               | 17 سبتمبر 1999    |
|             | منظمة الشرطة الجنائية الدولية      | ?                  | 1 سبتمبر 1977     |
|             | الأمم المتحدة                      | 30 أكتوبر 1945     | 21 سبتمبر 1976    |
|             | البنك الدولي للإنشاء والتعمير      | 27 ديسمبر 1945     | 29 سبتمبر 1980    |
|             | البنك الإفريقي للتنمية             | ?                  | ?                 |
|             | دول الكومنولث                      | 15 أغسطس 1947      | 1976              |

## وصلات خارجية
- موقع وزارة الخارجية الهندية